# Maria Kuhlberg
Ingrid Anna Maria Kuhlberg, född 4 januari 1970 i S:t Matteus församling i Stockholm, är en svensk skådespelare och regissör.

## Biografi
Maria Kuhlberg utexaminerades från Teaterhögskolan i Stockholm 1998. Hon filmdebuterade 2001 i Känd från TV, men är mest förknippad med rollen som Aneta Djanali i Kommissarie Winter-serien.
Som regissör har hon gjort filmen Han tror han är bäst, om sina morbröder Carmine och Aldo Ingrosso.

## Filmografi
Roller
- 2001 – Känd från TV
- 2001 – Kommissarie Winter (TV-serie) (till och med 2004)
- 2003 – Tur & retur
- 2008 – Häxdansen (TV-serie)
- 2013 – Inkognito (TV-serie)

Regi
- 2011 – Han tror han är bäst

## Teater

### Roller (ej komplett)
| År   | Roll | Produktion       | Regi      | Teater          |
| ---- | ---- | ---------------- | --------- | --------------- |
| 2003 | Emma | Frossa My Bodell | My Bodell | Teater Giljotin |